# Cyanea giffardii
Cyanea giffardii (englische Trivialnamen: „Kilauea Mauna Cyanea“, „Giffard’s Cyanea“) ist eine ausgestorbene Pflanzenart aus der Gattung Cyanea innerhalb der Familie der Glockenblumengewächse (Campanulaceae). Sie war endemisch auf der hawaiischen Hauptinsel Hawaiʻi.

## Beschreibung

### Vegetative Merkmale
Cyanea giffardii war von seiner Wuchsform ein palmartiger Baum, der Wuchshöhen von 5 bis 10 Meter erreichte. Der Stamm hatte an der Basis einen Durchmesser von 15 Zentimeter. Die fahl-graue bis grüne Rinde war glatt und mit Blattnarben bedeckt, die von abgefallenen Blättern herrührten.
Die Laubblätter waren in Blattstiel und -spreite gegliedert. Der Blattstiel war 3,5 bis 6,5 Zentimeter lang. Die Blattspreite war bei einer Länge von 50 bis 60 Zentimeter sowie einer Breite von 12 bis 15 Zentimeter verkehrtlanzettlich. Der Blattrand war wellig und fein gezähnt. Die Blattoberseite war dunkel-grün, glatt und glänzend. Die Blattunterseite war hell, matt und vor allem an den Blattadern behaart. Die Mittelrippe des Laubblattes war kräftig und vorspringend, genau wie die Seitenadern, die nahe am Blattrand bogenförmig miteinander verbunden waren.

### Generative Merkmale
Die blattachselständigen Blütenstände hingen an 10 bis 16 Zentimeter langen und 1 Zentimeter dicken Blütenstandsschäften unter den Blättern. Der Blütenstand enthielt 1,5 bis 3 Zentimeter lange und 0,3 bis 0,5 Zentimeter breite, runde Hochblättern sowie fünf bis zehn Blüten.
Die gekrümmte, schwarz-violette Blüte war bis zu 80 Millimeter lang.
Die kugelförmigen Beeren wiesen einen Durchmesser von 2,5 Zentimeter auf und beinhalteten hunderte Samen.

## Ökologie
Auf Grund ihrer Blütenform könnten Vogelarten, wie der Iiwi, die Krausschwänze oder der Akialoa mögliche Bestäuber (Ornithophilie) gewesen sein.

## Vorkommen
Cyanea giffardii wuchs auf den Vulkanböden leicht abfallender Hänge in Höhenlagen von 610 bis 760 Metern und war auf feuchte Wälder in der Nähe von Glenwood, Hawaiʻi beschränkt.

## Aussterben
Cyanea giffardii wurde nur zwei Mal beobachtet, am 17. August 1917 durch Giffard und am 1. September 1917 durch Rock und Holm. Der größte Teil des Waldes bei Glenwood wurde durch Landwirtschaft und Urbanisierung zerstört. Eine weitere Bedrohung ging vom Hausschwein, Ratten, invasiven Schnecken und Gräsern aus. Seitdem wurden diese Wälder stark zerstört. Biologen, die später nach dieser Pflanzenart suchten, blieben erfolglos.

## Taxonomie
Die Erstbeschreibung von Cyanea giffardii erfolgte 1918 durch den gebürtigen Österreicher Joseph Francis Rock in Bulletin of the Torrey Botanical Club, Band 45, Seite 133. Das Artepitheton giffardii 1918 ehrt Walter Le Montais Giffard (1856–1929), einem von der Insel Jersey gebürtigen Geschäftsmann und Diplomaten aus Honolulu, der diese Art entdeckt hatte.